# وین مک‌لارن
وین مک‌لارن (انگلیسی: Wayne McLaren؛ ۱۲ سپتامبر ۱۹۴۰ – ۲۲ ژوئیهٔ ۱۹۹۲) یک هنرپیشه اهل ایالات متحده آمریکا بود.